# Mohand Saïd Hanouz
 (juin 2012).
Si vous disposez d'ouvrages ou d'articles de référence ou si vous connaissez des sites web de qualité traitant du thème abordé ici, merci de compléter l'article en donnant les références utiles à sa vérifiabilité et en les liant à la section « Notes et références ».
Pour les articles homonymes, voir Mohand.
Mohand Said Hanouz (kabyle : Muḥend Saɛid Ḥanuz), né à Souk Oufella le 4 août 1907 et décédé le 22 juillet 1996 à Paris 11e, est un pharmacien, linguiste, grammairien algérien, fondateur et président de l'académie berbère, écrivain en tamazight. Il a joué un rôle très important dans l'émancipation de la culture kabyle et sa reconnaissance au niveau international et notamment en France.

## Biographie
Mohand Said Hanouz est né en 1907 à Aourir, commune de Souk Oufella, dans la région de Kabylie (Algérie). Pendant son enfance, il a fréquenté l'école primaire de Souk Oufella où il a obtenu son Certificat d'études primaires. Il a poursuivi ses études secondaires au lycée de Béjaïa. Après le Baccalauréat, il quitte la Kabylie pour continuer des études supérieures en Pharmacie.[Où ?]
En 1927, il s'est installé en France pour finir sa formation et obtenir le grade de Professeur en Pharmacologie. Après ses études, il exerce sa profession de pharmacien à Paris, dans une officine du Boulevard Voltaire dans le 11e arrondissement.
En juin 1966, en compagnie de quelques jeunes intellectuels kabyles dont Abdelkader Rahmani, Amar Naroun, Mohand Arab Bessaoud, Khelifati Med Amokrane, Marguerite Taous Amrouche, ils créent l’Académie berbère « Agraw Imazighen » dont le local se situe au 5 rue d'Uzès dans le 2e arrondissement de Paris et enregistrée à la Préfecture de Paris le 10 août 1966.
Mohand Said Hanouz est décédé en 1996.